# 323P/SOHO
323P/SOHO es un cometa periódico con un período orbital de 4,15 años descubierto en imágenes obtenidas por el Observatorio Solar y Heliosférico (SOHO). Se considera que es un cometa que roza el Sol debido a que tiene un perihelio tan cerca del Sol. 323P/SOHO tiene el perihelio más pequeño de todos los cometas numerados.

## Historia observacional
El cometa fue notado por primera vez por Rainer Kracht en imágenes obtenidas el 12 de marzo de 2004, recibiendo el nombre de C/2004 E2. En 2006 se publicó que un cometa muy tenue era visible en las imágenes del SOHO obtenidas el 12 de diciembre de 1999. R. Kracht identificó estos dos objetos como el mismo cometa que había sido observado por SOHO el 30 de mayo de 2008, un vínculo confirmado posteriormente por Brian Marsden.
A fines de diciembre de 2020, el objeto se recuperó en Subaru sin mostrar características cometarias en su camino hacia el perihelio. Sin embargo, en observaciones posteriores al perihelio, desarrolló una cola larga y estrecha que imitaba a un cometa desintegrado. La eyección, compuesta de polvo de al menos un milímetro con un índice de distribución de tamaño de ley potencial de 3,2 ± 0,2, se produjo de forma impulsiva poco después del paso del perihelio, durante el cual se desprendió entre ≳0,1 % y 10 % de la masa del núcleo debido a una tensión térmica excesiva y disrupción rotacional. Se observaron dos fragmentos de ~20 m de radio (suponiendo un albedo geométrico de 0,15) en las observaciones del telescopio espacial Hubble desde principios de marzo de 2021.

## Características físicas
El cometa tiene un núcleo de forma convexa, basado en su curva de luz, con relaciones de eje aproximadas de R2/R1 ≈ 0,8 y R3/R1 ≈ 0,7 y un radio efectivo de 86 ± 3 m (suponiendo un albedo geométrico de 0,15). El cometa tiene un período de rotación de 0,522 horas, que es el más corto de los cometas conocidos en el Sistema Solar. El siguiente cometa en rotación más rápida es 322P/SOHO, con un período de 2,8 horas. El eje de giro está orientado hacia el hemisferio sur de la eclíptica.
El 13 de febrero de 2021, el color g - r se volvió más rojo a medida que crecía el radio de apertura, lo que sugiere que la expulsión de polvo era más roja que el núcleo. Sin embargo, el 3 de marzo, la tendencia se volvió la opuesta, lo que significa que el núcleo era más azul que el polvo eyectado. En cuanto al color r − i, no se notó una fuerte variación espacial en las mediciones de color, lo que indica colores similares entre la eyección de polvo y el núcleo, lo que también es consistente con las mediciones de apertura anular. El cambio de color posiblemente estuvo relacionado con la pérdida de masa alrededor del perihelio y el intenso calentamiento solar.

## Orbita
323P se acerca al Sol durante el perihelio a una distancia de 0.04 AU (6.0 millones de km; 3.7 millones de mi) o ~8,4 radios solares, más cerca que cualquier otro cometa numerado. Su período orbital es de 4,15 años.  El cometa no pertenece a ningún grupo conocido de cometas cercanos al Sol. 323P/SOHO fue originalmente un cometa de la familia de Júpiter, pero su distancia de perihelio ha ido disminuyendo genéricamente durante los últimos dos milenios. 323P tiene una probabilidad del 99,7 % de colisionar con el Sol en los próximos dos milenios.